# Ian Stevenson
Ian Pretyman Stevenson (31 tháng 10 năm 1918 - 8 tháng 2 năm 2007) là một bác sĩ tâm thần người Mỹ gốc Canada. Ông từng công tác tại Trường Y của Đại học Virginia trong 50 năm, là chủ nhiệm khoa tâm thần học từ năm 1957 đến năm 1967, giáo sư tâm thần học Carlson từ năm 1967 đến năm 2001, và giáo sư nghiên cứu về tâm thần học từ năm 2002 cho đến khi qua đời.
Là người sáng lập và giám đốc Khoa Nghiên cứu tri giác của trường đại học, chuyên điều tra những điều huyền bí, Stevenson được biết đến với nghiên cứu về các trường hợp mà ông coi là sự luân hồi, ý tưởng rằng cảm xúc, ký ức và thậm chí cả các đặc điểm cơ thể có thể được chuyển từ kiếp này sang kiếp khác. Trong khoảng thời gian bốn mươi năm nghiên cứu thực địa quốc tế, ông đã điều tra ba nghìn trường hợp trẻ em tuyên bố nhớ tiền kiếp. Theo ông, có những hội chứng, căn bệnh về tâm thần thường không thể được giải thích đầy đủ bằng di truyền hoặc môi trường. Ông tin rằng, ngoài di truyền và môi trường, luân hồi có thể cũng là yếu tố góp phần.
Stevenson cũng góp phần thành lập Hiệp hội Khám phá Khoa học vào năm 1982 và là tác giả của khoảng 300 bài báo và 14 cuốn sách về luân hồi, bao gồm Hai mươi trường hợp gợi ý về luân hồi (1966), Các trường hợp thuộc loại luân hồi (bốn tập, 1975-1983) và Châu Âu Các trường hợp của loại luân hồi (2003). Công trình tâm huyết nhất của ông dài 2.268 trang, gồm hai tập có tên Tái sinh và Sinh học: Đóng góp cho căn nguyên của các vết bớt và khuyết tật bẩm sinh (1997). Công trình này đã báo cáo hai trăm trường hợp, trong đó vết bớt và dị tật bẩm sinh dường như tương ứng với một vết thương nào đó trên người đã khuất mà đứa trẻ nhớ lại cuộc đời. Ông đã viết một phiên bản ngắn hơn của nghiên cứu tương tự cho độc giả nói chung, Nơi luân hồi và giao điểm sinh học (1997).
Có nhiều ý kiến trái chiều về công trình này của ông. Trong một cáo phó cho Stevenson trên tờ The New York Times, Margalit Fox viết rằng những người ủng hộ Stevenson coi ông như một thiên tài bị hiểu lầm nhưng hầu hết các nhà khoa học đã bỏ qua nghiên cứu của ông và những người gièm pha coi ông là một người nghiêm túc nhưng cả tin. Cuộc đời và công việc của ông đã trở thành chủ đề của ba cuốn sách, Old Souls: The Scientific Search for Proof of Past Lives (1999) của Tom Shroder, một nhà báo của Washington Post , Life Before Life (2005) của Jim B. Tucker, một bác sĩ tâm thần và đồng nghiệp tại Đại học Virginia, và Khoa học, Bản thân và Sự sống còn sau cái chết (2012), của Emily Williams Kelly. Các nhà phê bình, đặc biệt là các triết gia CTK Chari (1909–1993) và Paul Edwards (1923–2004), đã tiết lộ một số vấn đề, bao gồm việc những đứa trẻ hoặc cha mẹ được Stevenson phỏng vấn đã nói dối ông ta, ông ta hay hỏi các câu hỏi đã gợi ý sẵn câu trả lời, các thông dịch viên của ông ta thường tin những câu trả lời của người được phỏng vấn, hay việc những kết luận của ông ta thường bị chi phối bởi những thiên kiến xác nhận, trong đó các trường hợp trái với giả thuyết của ông đều không được đưa ra.